# Новопрохладне
Новопрохладне (рос. Новопрохладное) — село Майкопського району Адигеї Росії. Входить до складу Даховського сільського поселення.
Населення — 155 осіб (2015 рік).